# 長島有里枝
長島 有里枝（ながしま ゆりえ、1973年 - ）は、日本の写真家。

## 人物・来歴
本人や家族のセルフヌード作品でデビューし、HIROMIXらとともにその作品が「女の子写真」「ガーリーフォト」とよばれた。
武蔵野美術大学視覚伝達デザイン学科在学中に公募展を経てデビュー。1999年、カリフォルニア芸術大学Master of Fine Arts（美術修士）写真専攻修了。
2011年、武蔵大学大学院人文科学研究科社会学専攻に社会人枠で入学しフェミニズムを学ぶ。2015年同研究科前期博士課程修了。
アーティストとして活動する一方、文芸誌や新聞への寄稿、大学で講師を務めるなど活躍は多岐にわたる。
主な著作に『「僕ら」の「女の子写真」からわたしたちのガーリーフォトへ』(2020)、主な作品集に『Self-Portraits』(2020)などがある。
前夫はアクション監督・ミュージシャンの南辻史人。

## 経歴
東京都中野区に生まれる。10歳のとき埼玉県に転居。1991年、埼玉県立川越女子高等学校卒業。1993年、urbanart#2展パルコ賞受賞。1995年、武蔵野美術大学視覚伝達デザイン学科卒業。1998年、文化庁新進芸術家在外研修員としてアメリカ合衆国に留学。1999年、カリフォルニア芸術大学ファインアート科写真専攻修士課程修了。
2001年、写真集『PASTIME PARADISE』で2000年度の第26回木村伊兵衛写真賞受賞（蜷川実花、HIROMIXと同時受賞）。
2002年、28歳の終わり頃に息子を出産。
2010年、『背中の記憶』で第23回三島由紀夫賞候補、第26回講談社エッセイ賞受賞。
2011年から武蔵大学人文科学研究科博士前期課程にてフェミニズムを学び（社会学者・千田有紀に師事）、2015年に同課程修了。
2020年、第36回東川賞国内作家賞受賞。
2023年、14年ぶりの小説『去年の今日』で第45回野間文芸新人賞候補。

## 著作
- 『YURIE NAGASHIMA』風雅書房、1995年。ISBN　978-4-89424-059-9
- 『empty white room』リトルモア、1995年。ISBN　978-4-947648-17-4
- 『家族―長島有里枝写真集』光琳社出版、1998年。ISBN　978-4-7713-0334-8
- 『PASTIME PARADISE』マドラ出版、2000年。ISBN　978-4-944079-23-0
- 『not six』スイッチパブリッシング、2004年。ISBN　978-4-88418-014-0
- 『「家族」を探して 『東京タワー オカンとボクと、時々、オトン』オフィシャルシネマブック』（構成・文・橋本麻里）扶桑社、2007年。ISBN　978-4-594-05349-9
- 『背中の記憶』講談社、2009年。ISBN　978-4-06-215896-1
  - 『背中の記憶』講談社文庫、2015年。ISBN　978-4-06-293108-3
- 『SWISS』赤々舎、2010年。ISBN　978-4-903545-59-2
- 『クレマチスガーデン』発行：NOHARA、発売：ヴァンジ彫刻庭園美術館。ISBN　978-4-904257-17-3　※クレマチスガーデンの四季を撮り下ろしたポストカードブック
- 『AMERICA：20 Postcards』リトルモア〈リトルモア ポストカード ブック〉、2013年。ISBN　978-4-89815-372-7
- 『「僕ら」の「女の子写真」からわたしたちのガーリーフォトへ』大福書林、2020年。ISBN 978-4908465116
- 『ははとははの往復書簡』山野アンダーソン陽子との共著（晶文社、2022年。）ISBN　978-4-7949-7306-1
- 『テント日記／「縫うこと、着ること、語ること。」日記』白水社、2023年。ISBN　978-4-560-09457-0
- 『こんな大人になりました』集英社、2023年。ISBN　978-4-08-771815-7
- 『去年の今日』講談社、2023年。ISBN　978-4-06-532742-5